# Grupa neutralnih i nesvrstanih europskih zemalja
Grupa neutralnih i nesvrstanih europskih zemalja, ponekad poznate pod skraćenicom NN države (od prvih slova engleskih riječi Neutral i Non-Aligned), bila je neformalna grupacija država u Europi u razdoblju Hladnog rata. Činile su je države koje nisu bile dio NATO saveza niti Varšavskog pakta, već su bile ili neutralne ili članice Pokreta nesvrstanih. Grupa je okupljala neutralne države kao što su Austrija, Finska, Švedska i Švicarska s jedne, i nesvrstane SFR Jugoslaviju, Cipar i Maltu s druge strane, koje su dijelile interes za očuvanje svoje nezavisne vanblokovske pozicije u odnosu na NATO, Europsku zajednicu, Varšavski pakt i Savjet za uzajamnu ekonomsku pomoć. Relativno visoko razvijene europske neutralne države su suradnju sa nesvrstanim državama (naročito sa SFR Jugoslavijom kao jednim od osnivača i lidera pokreta) smatrale načinom za snažnije zastupanje mira, razoružanja i uzdržanosti velikih sila nego što bi im to dozvoljavala njihova ograničena ranija međusobna suradnja.
Grupa je surađivala u okviru Konferencije o sigurnosti i suradnji u Europi (KSSE) u nastojanju da sačuva rezultate Helsinškog sporazuma. U tom okviru, Jugoslavija je surađivala s Austrijom i Finskom na posredovanju između blokova i organizovala drugi samit KSSE 1977. godine u Beogradu, predložila nacrte o zaštiti nacionalnih manjina, koji su i danas važeći i središnji dio odredbi OESS-a o pravima manjina.